# Confederación de Estudiantes de Chile
La Confederación de Estudiantes de Chile (Confech) es la mayor organización estudiantil chilena. Esta congrega a la mayor parte de las federaciones de estudiantes de las universidades chilenas.

## Historia
La CONFECH fue creada durante el 1.er Congreso Nacional de Estudiantes Universitarios realizado entre el 26 al 28 de octubre de 1984 en la ciudad de Valparaíso. Manuel Tobar, presidente de la FEUCV, presidió el congreso nacional de estudiantes universitarios, donde se acuerda crear una plataforma que permitiera luchar por la democracia que tendría por nombre Consejo Federaciones de Chile y que luego en el tiempo pasaría a llamarse Confederación de Estudiantes de Chile. 
Luego de la eliminación de las Federaciones Estudiantiles en el año 1973, ordenado por la dictadura militar, los estudiantes a comienzos de la década del 80 empezaron a levantar nuevamente las organizaciones estudiantiles en todo Chile; la FECh comienza nuevamente a articularse el año 1984, la FEUSACH nace en 1985, la FEUC retoma sus elecciones democráticas en 1984 perdiendo por primera vez en 15 años la conducción de los gremialistas. El periodo de 1985-1990 se caracterizó por la lucha de las Federaciones Estudiantiles reorganizadas contra la dictadura de Pinochet, participando en la reconstrucción del tejido social, en la Asamblea de la Civilidad. El primer asesinato de un dirigente de la CONFECH, el militante demócrata cristiano Mario Martínez Rodríguez, secretario general de la FEUSACH y secretario de finanzas de la CONFECH, se produce en 1986.
Es la continuadora histórica de la Confederación Nacional de Estudiantes Universitarios (CNEU) de los años 1940 y la Unión de Federaciones Universitarias de Chile (UFUCH) de los años 1960.

## Organización y funcionamiento
La CONFECH agrupa a los estudiantes de las universidades chilenas, organizados en federaciones democráticamente electas sin intervención electoral de los directivos de las casas de estudio. Es la única organización estudiantil de carácter nacional y tiene más de treinta años de historia.
Las decisiones son tomadas horizontalmente en plenarias abiertas que se realizan periódicamente y en las que participan los miembros de las directivas de las federaciones trayendo las resoluciones de sus discusiones de base respecto a la tabla enviada por la Federación Organizante de la sesión plenaria, interviniendo con estricto acato de estas. Cada federación tienen un voto, que es ejercido por el representante formal que se encuentre presente y todos los votos valen lo mismo, independiente de la cantidad de alumnado que esta represente. La coordinación de la Confech la ejerce una «Mesa Ejecutiva», compuesta por 11 federaciones elegidas por el Zonal respectivo que presenta en una plenaria a inicio de año.La distribución de vocerías por Zonal son 3 cupos Zonal Norte, 3 cupos Zonal Metropolitano, 2 cupos Zonal Quinta y 3 cupos Zonal Sur. Para cambiar la mesa ejecutiva es necesario contar con al menos el 2/3 de los votos de las federaciones de estudiantes presentes en su respectivo Zonal, según indica el único estatuto con el que cuenta: El reglamento de sala.
En las sesiones puede participar cualquier estudiante y se realizan a lo largo de todo Chile en la fecha y lugar definidos en la plenaria anterior. El quorum para sesionar y tomar decisiones es de 18 federaciones presentes. Las sesiones son presididas por la federación en cuya sede se realiza la plenaria en conjunto con las federaciones pertenecientes al zonal y las actas son públicas.
La Confech llama a trabajar en conjunto con distintas organizaciones sociales por el Derecho de la Educación y lo que significa está demanda transversal, es así como hoy en día en las plenarias tienen posibilidad de intervenir en las discusiones organizaciones como el Movimiento de Estudiantes de Educación Superior Privada (MESUP), Asamblea Coordinadora de Estudiantes Secundarios (ACES), Coordinadora Nacional de Estudiantes Secundarios (CONES) y Colectivo por la Acción para la Educación de las Personas Sordas (CAEDSOR).

## Federaciones integrantes
Las federaciones de estudiantes adscritas a la Confederación de Estudiantes de Chile son:

### Universidades del Estado de Chile
| Universidades del Estado de Chile                      | Universidades del Estado de Chile | Universidades del Estado de Chile                   | Universidades del Estado de Chile                   | Universidades del Estado de Chile                              | Universidades del Estado de Chile |
| Universidad                                            | Federación                        | Presidente/a                                        | Presidente/a                                        | Partidos o movimientos políticos                               |                                   |
| ------------------------------------------------------ | --------------------------------- | --------------------------------------------------- | --------------------------------------------------- | -------------------------------------------------------------- | --------------------------------- |
| Universidad de Tarapacá, Sede Arica                    | FEUTA                             | Mesa Interina                                       | Mesa Interina                                       | Mesa Interina                                                  |                                   |
| Universidad Arturo Prat                                | FEUNAP                            |                                                     | Maximo Sierralta                                    | Independientes                                                 |                                   |
| Universidad Arturo Prat, Sede Victoria                 | FEUNAPVIC                         | Sin mesa                                            | Sin mesa                                            | Sin mesa                                                       |                                   |
| Universidad de Antofagasta                             | FEUA                              |                                                     | Tamara Romero                                       | Independientes                                                 |                                   |
| Universidad de Atacama                                 | FEUDA                             | Consejo de Presidentes                              | Consejo de Presidentes                              | Consejo de Presidentes                                         |                                   |
| Universidad de La Serena                               | FEULS                             |                                                     | Julia Arana (JJCC)                                  | Juventudes Comunistas de Chile e Independientes                |                                   |
| Universidad de Valparaíso                              | FEUV                              |                                                     | Catalina Correa (JJCC)                              | Juventudes Comunistas de Chile e Independientes                |                                   |
| Universidad de Valparaíso, Sede Aconcagua              | FEUV Aconcagua                    |                                                     | Daniela Vargas (Ind.)                               | Independientes                                                 |                                   |
| Universidad de Valparaíso, Sede Santiago               | FEUV Santiago                     |                                                     |                                                     | Sin mesa                                                       |                                   |
| Universidad de Playa Ancha de Ciencias de la Educación | FEUPLA                            |                                                     | Paloma Muñoz (Ind.)                                 | Independientes                                                 |                                   |
| Universidad de Chile                                   | FECh                              | Consejo de Representantes de Centros de Estudiantes | Consejo de Representantes de Centros de Estudiantes | Consejo de Representantes de Centros de Estudiantes            |                                   |
| Universidad de Santiago de Chile                       | FEUSACh                           |                                                     | Andrea Abarca (FA)                                  | Frente Amplio e Independientes                                 |                                   |
| Universidad Metropolitana de Ciencias de la Educación  | FEP                               | Sin mesa                                            | Sin mesa                                            | Sin mesa                                                       |                                   |
| Universidad Tecnológica Metropolitana                  | FEUTEM                            |                                                     | Thiare Vásquez (Ind.)                               | Independientes                                                 |                                   |
| Universidad de O'Higgins                               | FEUOH                             |                                                     | Norma Ramírez (FA)                                  | Frente Amplio, Juventudes Comunistas de Chile e Independientes |                                   |
| Universidad de O'Higgins                               | FEUOH                             | Luciana Ovando (JJCC)                               |                                                     | Frente Amplio, Juventudes Comunistas de Chile e Independientes |                                   |
| Universidad de Talca                                   | FEUTAL                            |                                                     | Pedro Leiva (JS)                                    | Juventud Socialista, Juventud PPD, Independientes              |                                   |
| Universidad de Talca, Sede Curicó                      | FEDEUT                            | Sin mesa                                            | Sin mesa                                            | Sin mesa                                                       |                                   |
| Universidad de Talca, Sede Santiago                    | FEUTS                             |                                                     | Valentina Urbina (Ind.)                             | Juventud Socialista de Chile, e Independientes                 |                                   |
| Universidad del Bío-Bío                                | FEUBB                             | Sin mesa                                            | Sin mesa                                            | Sin mesa                                                       |                                   |
| Universidad del Bío-Bío, Sede Chillán                  | FEUBB Chillán                     | Sin mesa                                            | Sin mesa                                            | Sin mesa                                                       |                                   |
| Universidad de La Frontera                             | FEUFRO                            | Sin mesa                                            | Sin mesa                                            | Sin mesa                                                       |                                   |
| Universidad de Los Lagos                               | FEUL                              | Sin mesa                                            | Sin mesa                                            | Sin mesa                                                       |                                   |
| Universidad de Los Lagos, Sede Chiloé                  | FEUL Chiloé                       | Sin mesa                                            | Sin mesa                                            | Sin mesa                                                       |                                   |
| Universidad de Magallanes                              | FEUM                              |                                                     | Felipe Miranda (JS)                                 | Juventud Socialista de Chile e Independientes                  |                                   |

### Universidades privadas
| Universidades privadas previas a 1980                        | Universidades privadas previas a 1980 | Universidades privadas previas a 1980 | Universidades privadas previas a 1980 | Universidades privadas previas a 1980                                        |  |
| Universidad                                                  | Federación                            | Presidente/a                          | Presidente/a                          | Partidos o movimientos políticos                                             |  |
| ------------------------------------------------------------ | ------------------------------------- | ------------------------------------- | ------------------------------------- | ---------------------------------------------------------------------------- |  |
| Universidad Católica del Norte                               | FEUCN                                 |                                       | Hugo Castro (JS)                      | Juventud Socialista de Chile e Independientes                                |  |
| Universidad Católica del Norte, Sede Coquimbo                | FEUCN Coquimbo                        | Sin Mesa                              | Sin Mesa                              | Sin Mesa                                                                     |  |
| Pontificia Universidad Católica de Valparaíso                | FEPUCV                                |                                       | Lukas De la Rosa (FA)                 | Frente Amplio e Independientes                                               |  |
| Universidad Técnica Federico Santa María, Casa Central       | FEUTFSM Casa Central                  | Sin mesa                              | Sin mesa                              | Sin mesa                                                                     |  |
| Universidad Técnica Federico Santa María], Sede Viña del Mar | FEUTFSM Viña del Mar                  | Sin mesa                              | Sin mesa                              | Sin mesa                                                                     |  |
| Universidad Técnica Federico Santa María, Sede Santiago      | FEUTFSM Santiago                      | Sin mesa                              | Sin mesa                              | Sin mesa                                                                     |  |
| Universidad Técnica Federico Santa María, Sede Concepción    | FEUTFSM Concepción                    |                                       | Sebastián Riquelme (Ind.)             | Independientes                                                               |  |
| Pontificia Universidad Católica de Chile                     | FEUC                                  |                                       | Jean Bertrand Joublan (SDD)           | Solidaridad                                                                  |  |
| Universidad de Concepción                                    | FEC                                   |                                       | Ivania Garrido (JJCC)                 | Juventudes Comunistas de Chile, Juventud Socialista de Chile y Frente Amplio |  |
| Universidad de Concepción, Sede Chillán                      | FECCH                                 |                                       | Francisca Leyton (FA)                 | Frente Amplio, Juventudes Comunistas de Chile e Independientes               |  |
| Universidad de Concepción, Sede Los Ángeles                  | FECLA                                 |                                       | Álvaro Godoy (Ind.)                   | Independientes                                                               |  |
| Universidad Católica de Temuco                               | FEUCT                                 | Sin Mesa                              | Sin Mesa                              | Sin Mesa                                                                     |  |
| Universidad Austral de Chile                                 | FEUACH                                |                                       | María Jesús Madariaga (JJCC)          | Juventudes Comunistas de Chile y Juventud Socialista de Chile                |  |
| Universidad Austral de Chile, Sede Puerto Montt              | FEUACH Puerto Montt                   |                                       | Pablo Vargas Reyes (Ind.)             | Frente Amplio e Independientes                                               |  |
| Universidades privadas posteriores a 1980                    |                                       |                                       |                                       |                                                                              |  |
| Universidad                                                  | Federación                            | Presidente/a                          | Presidente/a                          | Partidos o movimientos políticos                                             |  |
| Universidad Diego Portales                                   | FEDEP                                 |                                       | Bastián Becker (Ind.)                 | Independientes                                                               |  |
| Universidad Central de Chile                                 | FEUCEN                                | Sin mesa                              | Sin mesa                              | Sin mesa                                                                     |  |
| Universidad Finis Terrae                                     | FEUFT                                 |                                       | Alexandra Ávila (Ind.)                | Independientes                                                               |  |
| Universidad Mayor, Sede Santiago                             | FEUM Santiago                         |                                       | Diego Torres (JJCC)                   | Juventudes Comunistas de Chile e Independientes                              |  |
| Universidad Adolfo Ibáñez, sede Santiago                     | FEUAI Santiago                        |                                       | Catalina Marusich (Ind.)              | Independientes                                                               |  |
| Universidad Andrés Bello, Sede Viña del Mar                  | FEUNAB Viña del Mar                   |                                       | Nicolás Rojas (JS)                    | Juventud Socialista de Chile, Frente Amplio e Independientes                 |  |
| Universidad Andrés Bello, Sede Santiago                      | FEUNAB Santiago                       | Sin mesa                              | Sin mesa                              | Sin mesa                                                                     |  |
| Universidad Alberto Hurtado                                  | FEUAH                                 |                                       | Lengen Lüttecke (JJCC)                | Juventudes Comunistas de Chile y Juventud Socialista de Chile                |  |
| Universidad de las Américas, sede Santiago                   | FEUDLA                                | Sin mesa                              | Sin mesa                              | Sin mesa                                                                     |  |
| Universidad de Viña del Mar                                  | FEUVM                                 |                                       | Constanza Vera (Ind.)                 | Independientes                                                               |  |
| Universidad de los Andes                                     | FEUANDES                              |                                       | Ignacio Zannier (Ind.).               | Independientes                                                               |  |
| Universidad Santo Tomás, Sede Santiago                       | FEUST Santiago                        |                                       | Jeremías Jara (Ind.)                  | Independientes                                                               |  |
| Universidad San Sebastián, Sede Bellavista/ Los Leones       | FEUSS Santiago                        |                                       | Thomas Fritz (Ind.)                   | Independientes                                                               |  |
| Universidad San Sebastián, Sede Concepción                   | FEUSS Concepción                      |                                       | Catalina Gallegos (Ind.)              | Independientes                                                               |  |
| Universidad San Sebastián, Sede de la Patagonia              | FEUSS Puerto Montt                    |                                       | Montserrat Sleman (Ind.)              | Independientes                                                               |  |
| Universidad Bernardo O'Higgins                               | FEUBO                                 |                                       | Dailer Batista (UDI)                  | Unión Demócrata Independiente e Independientes                               |  |
| Universidad del Desarrollo                                   | FEUDD                                 |                                       | Natalie Ojeda (Ind.)                  | Independientes                                                               |  |
| Universidad Católica Silva Henríquez                         | FEUCSH                                |                                       | Renato Vargas (Ind.)                  | Independientes                                                               |  |
| Universidad Católica del Maule                               | FEUCM                                 | Sin mesa                              | Sin mesa                              | Sin mesa                                                                     |  |
| Universidad Católica del Maule, Sede Curicó                  | FEUCM Curicó                          | Sin mesa                              | Sin mesa                              | Sin mesa                                                                     |  |
| Universidad Católica de la Santísima Concepción              | FEUCSC                                |                                       | Catalina Carrasco (JJCC)              | Juventudes Comunistas de Chile e Independientes                              |  |